# Bilipschitz-Äquivalenz
Der Begriff der Bilipschitz-Äquivalenz dient in der Mathematik dazu, die „grobe“ Geometrie metrischer Räume zu untersuchen.

## Definition
Eine Bijektion
{\displaystyle f\colon M_{1}\to M_{2}}
zwischen metrischen Räumen {\displaystyle (M_{1},d_{1})} und {\displaystyle (M_{2},d_{2})} ist eine Bilipschitz-Äquivalenz, wenn es eine Konstante {\displaystyle L\geq 1} gibt, so dass
{\displaystyle {\frac {1}{L}}d_{1}(x,y)\leq d_{2}(f(x),f(y))\leq Ld_{1}(x,y)}
für alle {\displaystyle x,y\in M_{1}} gilt.

## Beispiele
- Eine lineare Abbildung {\displaystyle A\colon \mathbb {R} ^{n}\to \mathbb {R} ^{n}} ist genau dann eine Bilipschitz-Äquivalenz, wenn {\displaystyle \det(A)\neq 0} gilt.
- {\displaystyle \left\{0,1\right\}^{\mathbb {N} }} ist bilipschitz-äquivalent zur Cantormenge, die Bilipschitz-Äquivalenz ist gegeben durch {\displaystyle f((x_{n})_{n})=\sum _{n=1}^{\infty }{\frac {x_{n}}{3^{n}}}}.
- Die zu verschiedenen endlichen Erzeugendensystemen S1, S2 einer Gruppe {\displaystyle G} zugeordneten Cayley-Graphen sind bilipschitz-äquivalent.
- Es gibt Quasi-Isometrien, die keine Bilipschitz-Äquivalenzen sind.[1][2]
- Wenn zwei gleichmäßig diskrete, nicht-mittelbare metrische Räume[3] quasi-isometrisch sind, dann sind sie auch bilipschitz-äquivalent.[4]